# كيث هوبز
كيث هوبز هو ضابط شرطة كندي، ولد في 9 يوليو 1952 في لندن في المملكة المتحدة.